# Ferdinando il toro
Ferdinando il toro, anche conosciuto come Il toro Ferdinando (Ferdinand the Bull) è un film del 1938 diretto da Dick Rickard.

## Trama
In un allevamento di bovini in Spagna un piccolo toro di nome Ferdinando passa tranquillo le sue giornate ad annusare i fiori all'ombra di una quercia da sughero, mentre gli altri vitelli imparano a combattere prendendosi a testate. Alcuni anni dopo viene indetta una corrida all'Arena di Madrid, pertanto cinque uomini si recano all'allevamento per scegliere l'esemplare più aggressivo da impiegare nell'evento: tutti i tori ormai adulti iniziano quindi a lottare tra di loro nella speranza di essere scelti, senza risultati. Nel frattempo Ferdinando, che mantiene le sue abitudini placide e mansuete nonostante le enormi dimensioni,  per nulla interessato, si siede sotto il suo albero preferito per riposarsi, toccando inavvertitamente il pungiglione di una vespa; a causa del dolore, il toro impazzisce e attira l'attenzione dei cinque uomini, che, gioiosi, lo fanno immediatamente portare nella capitale, dove la corrida viene annunciata con una fastosa parata a cui prendono parte i banderilleros, i picadores e il matador. Una volta nell'arena, Ferdinando vede un mazzo di fiori che alcune donne del pubblico avevano poco prima lanciato al torero, e inebriato dal profumo corre al centro di essa per annusarlo. Furioso, l'uomo cerca di convincere in tutti i modi il toro ad affrontarlo, ma invano; alla fine, deluso per la corrida andata in fumo, il matador scoppia a piangere e Ferdinando viene riportato al pascolo, dove torna a godersi la pace e ad annusare i fiori sotto il suo albero.

## Produzione
Prodotto dalla Walt Disney Pictures, è tratto dal libro La storia del toro Ferdinando di Munro Leaf uscito due anni prima. Tale libro venne bandito in Spagna e bruciato in segno di propaganda nella Germania nazista.
Le figure dei banderilleros e dei picadores sono delle caricature di vari artisti che lavoravano alla Disney, tra i quali: Bill Tytla (l'uomo a cavallo), Fred Moore, Art Babbitt, Hamilton Luske, e Jack Campbell, mentre il piccoletto che chiude il gruppo portando la spada del matador è la caricatura di Ward Kimball, l'animatore principale. Il matador è ispirato alla figura dello stesso Walt Disney.
È stato l'unico cartone animato degli anni trenta a vincere il Premio Oscar non facente parte della serie Sinfonie allegre.

## Distribuzione
Venne distribuito nelle sale statunitensi il 25 novembre 1938. In Italia uscì al cinema solo il 22 marzo 1967, abbinato alla riedizione del documentario Deserto che vive.

### Edizione italiana
La versione italiana del corto è stata curata da Roberto De Leonardis per la società Royfilm. Il doppiaggio italiano, diretto da Giulio Panicali, venne eseguito dalla C.D.C. negli stabilimenti Fono Roma.

## Edizioni home video

### VHS
- Serie oro - Il meglio di Disney, dicembre 1985
- La balena Ugoladoro e altre storie (serie Walt Disney: Miniclassici), settembre 1993

### DVD
Il cortometraggio è stato incluso all'interno del DVD: Favoloso Natale con gli Amici Disney!, uscito il 23 Novembre 2006 e nel DVD: Le Fiabe Disney Vol. 5 - I Tre Porcellini e altre storie.

## Riconoscimenti
- 1939 - Premio Oscar
  - Oscar al miglior cortometraggio d'animazione